# Rothschildia mexicana
Rothschildia mexicana är en fjärilsart som beskrevs av Max Wilhelm Karl Draudt 1929. Rothschildia mexicana ingår i släktet Rothschildia och familjen påfågelsspinnare. Inga underarter finns listade.